# شلالات الدم

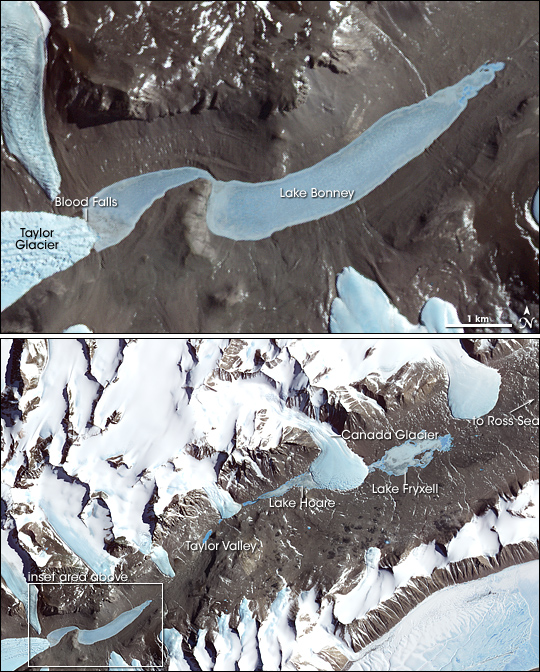

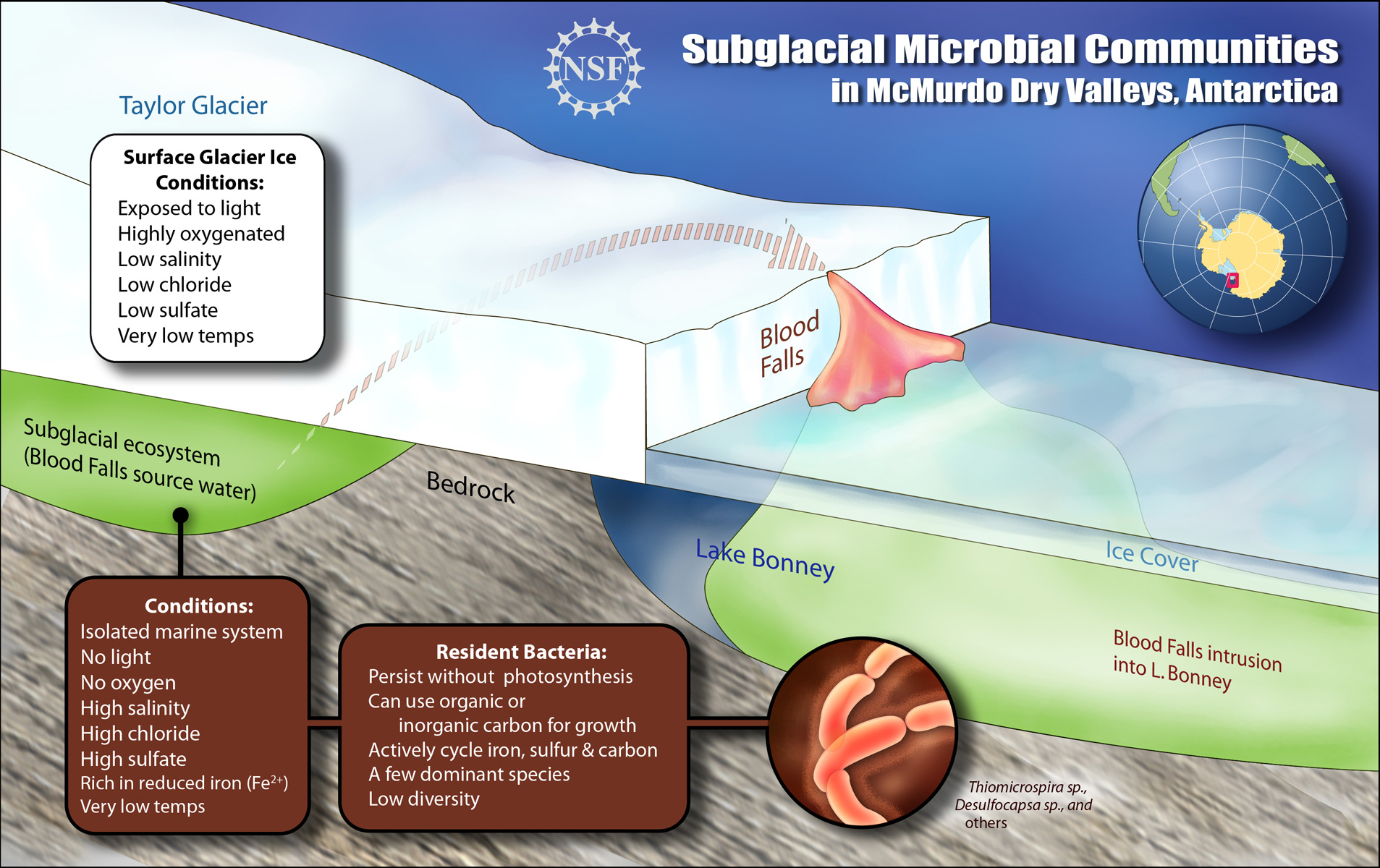
رسم تخطيطي يوضح مختلف العمليات والتفاعلات المؤدية لحدوث شلالات الدم

شلالات الدم هي الاسم الذي يتم إطلاقه على الشلالات الناتجة عن مادة أكسيد الحديد وقد أطلق عليها هذا الاسم نتيجة للون الأحمر القاتم الذي تتميز به، مما يعطيها مظهراً مشابهاً للدم. تقع هذه الشلالات بين ضفاف نهر تايلور المتجمد في هضاب ماكموردو الجافة في أرض فكتوريا شرق القارة القطبية المتجمدة أنتاركتيكا. حيث يعود فضل هذا الاكتشاف إلى الباحث الجيولوجي توماس قريفيث تايلور سنة 1911، ومنه أخذ نهر تايلور تسميته.
يتكون نهر تايلور من خمس طبقات جليدية تنساب ببطئ شديد جداً، حيث اعتقد العلماء سابقاً أن سبب اللون الأحمر القاتم عائد إلى تواجد نوع من الطحالب، لكن البحوث المستمرة في هذا الميدان نفت هذه الفرضيات.
يعود اللون الأحمر للشلالات لأكسيد الحديد الذي يتكون جراء تفاعلات أكسدة بين عناصر معينة متواجدة في المياه شديدة الملوحة بالمنطقة، وقد كانت هذه العناصر مخزنة ومعزولة في جيوب ينعدم فيها الهواء والضوء منذ خمسة ملايين سنة، حين كانت المياه أعلى من مستوياتها التي هي عليها حالياً. فتح هذا اللغز نافذة للبحوث العديدة التي سيحاول العلماء الإجابة بها عن مختلف التساؤلات المتعلقة بهذا النوع من الحياة المعزولة تماماً عن العالم المحيط بنا.